# Alexandre Ribot
Alexandre Félix Joseph Ribot (Saint-Omer, 7 febbraio 1842 – Parigi, 13 gennaio 1923) è stato un politico francese.
È stato il Presidente del Consiglio della Francia per cinque volte: la prima dal 6 dicembre 1892 all'11 gennaio 1893, la seconda dall'11 gennaio al 4 aprile 1893, la terza dal 26 gennaio al 1º novembre 1895, la quarta dal 9 giugno al 14 giugno 1914 e la quinta dal 20 marzo al 12 settembre 1917. Fu uno dei maggiori fautori dell'alleanza franco-russa.

## Biografia
Alexandre Ribot nacque a Saint-Omer il 7 febbraio 1842. Laureatosi alla facoltà di diritto di Parigi nel 1866, entrò nella magistratura (7 marzo 1870) come sostituto presso il tribunale della Senna, e nel 1875 Jules-Armand Dufaure gli affidò la direzione degli affari criminali e di grazia al Ministero della giustizia, dalla quale si dimise nel dicembre del 1876. Eletto deputato per Boulogne-sur-mer (7 aprile 1878), prese parte attiva ai lavori parlamentari e assunse, con Georges Picot, la direzione del Parlement. Rieletto il 21 agosto 1881, due anni dopo fu relatore del bilancio.
Rifiutò di formare un ministero dopo la caduta di Jules Grévy (novembre 1887), in seguito allo scandalo del commercio delle decorazioni, e invece accettò il portafoglio degli Affari esteri in un gabinetto Freycinet (17 marzo 1890-18 febbraio 1892), conservandolo quando a Freycinet succedette Émile Loubet (27 febbraio-28 novembre 1892). Durante il suo ministero fu sanzionato il protettorato francese sul Madagascar e assicurata una zona d'influenza nel Sudan; ma specialmente fu stretta, e proprio soprattutto grazie all'opera di Ribot, quell'alleanza franco-russa che servì a controbilanciare la Triplice Alleanza (agosto 1891).
Il 6 dicembre 1892 Ribot succedette a Loubet nella presidenza del consiglio dei ministri, rimanendo a capo del governo fino al 30 marzo 1893, e fu un periodo assai burrascoso per la vita politica francese, agitata dallo scandalo dell'Istmo di Panamá. Tornò tuttavia al potere quando (17 marzo 1895) a Jean Casimir-Perier succedette Félix Faure nella presidenza della repubblica, e questa volta assunse il portafoglio degli Affari esteri, ma per brevi mesi, poiché si dimise il 28 ottobre quando il partito radicale andò al potere. Tuttavia Ribot continuò a partecipare attivamente alla vita pubblica, specialmente presiedendo l'inchiesta parlamentare per la riforma dell'insegnamento secondario, che fu svecchiato, e preparando quella legge del 10 aprile 1908 che è nota sotto il suo nome, riguardante il miglioramento delle classi operaie. Il 12 giugno 1914, succedendo a Gaston Doumergue, assunse di nuovo la presidenza del consiglio dei ministri; ma lo stesso giorno il ministero da lui formato fu rovesciato dalla coalizione dei radicali con i socialisti.
Appena cominciata la guerra mondiale, René Viviani lo chiamò alle Finanze (26 agosto 1914), e Ribot tenne quel ministero anche nei due gabinetti Briand, rendendo grandissimi servigi al suo paese per fronteggiare le immense spese di guerra. Succedette a Briand nella presidenza del consiglio il 20 marzo 1917, in un momento estremamente critico, poiché dovette provvedere ai cambiamenti nell'alto comando (sostituzione del generale Robert Georges Nivelle dopo la sfortunata offensiva dell'Aisne) e fronteggiare le manovre disfattiste. Si dimise il 7 settembre 1917, accettando tuttavia il portafoglio degli Affari esteri nel gabinetto Painlevé (12 settembre), ma fu subito sostituito da Louis Barthou (23 ottobre). Il 20 gennaio 1920 fu eletto senatore per il dipartimento di Pas-de-Calais. Ribot appartenne all'Académie des sciences morales et politiques dal 1903; e all'Académie française dal 1906. Morì a Parigi il 13 gennaio 1923.